# Regions Morgan Keegan Championships and The Cellular South Cup 2009
Regions Morgan Keegan Championships and The Cellular South Cup 2009 — профессиональный ежегодный теннисный турнир. Проводится ATP и WTA в городе Мемфис. Regions Morgan Keegan Championships — это мужской турнир в категории ATP 500; Cellular South Cup — женский в международной категории. Турнир прошёл с 15 по 22 февраля.
Прошлогодние победители:
- мужчины одиночки —  Стив Дарси
- женщины одиночки —  Линдсей Дэвенпорт
- мужчины пары —  Махеш Бхупати /  Марк Ноулз
- женщины пары —  Линдсей Дэвенпорт /  Лиза Реймонд

## Соревнования

### Одиночные турниры

#### Мужчины
Энди Роддик обыграл  Радека Штепанека со счётом 7-5, 7-5

#### Женщины
Виктория Азаренко обыграла  Каролину Возняцки со счётом 6-1, 6-3

### Парные турниры

#### Мужчины
Марди Фиш /  Марк Ноулз обыграли  Трэвиса Перротта /  Филлипа Полашека со счётом 7-6(7), 6-1

#### Женщины
Виктория Азаренко /  Каролина Возняцки обыграли  Юлиану Федак /  Михаэллу Крайчек со счётом 6-1, 7-6(2)